# Tamara Todevska

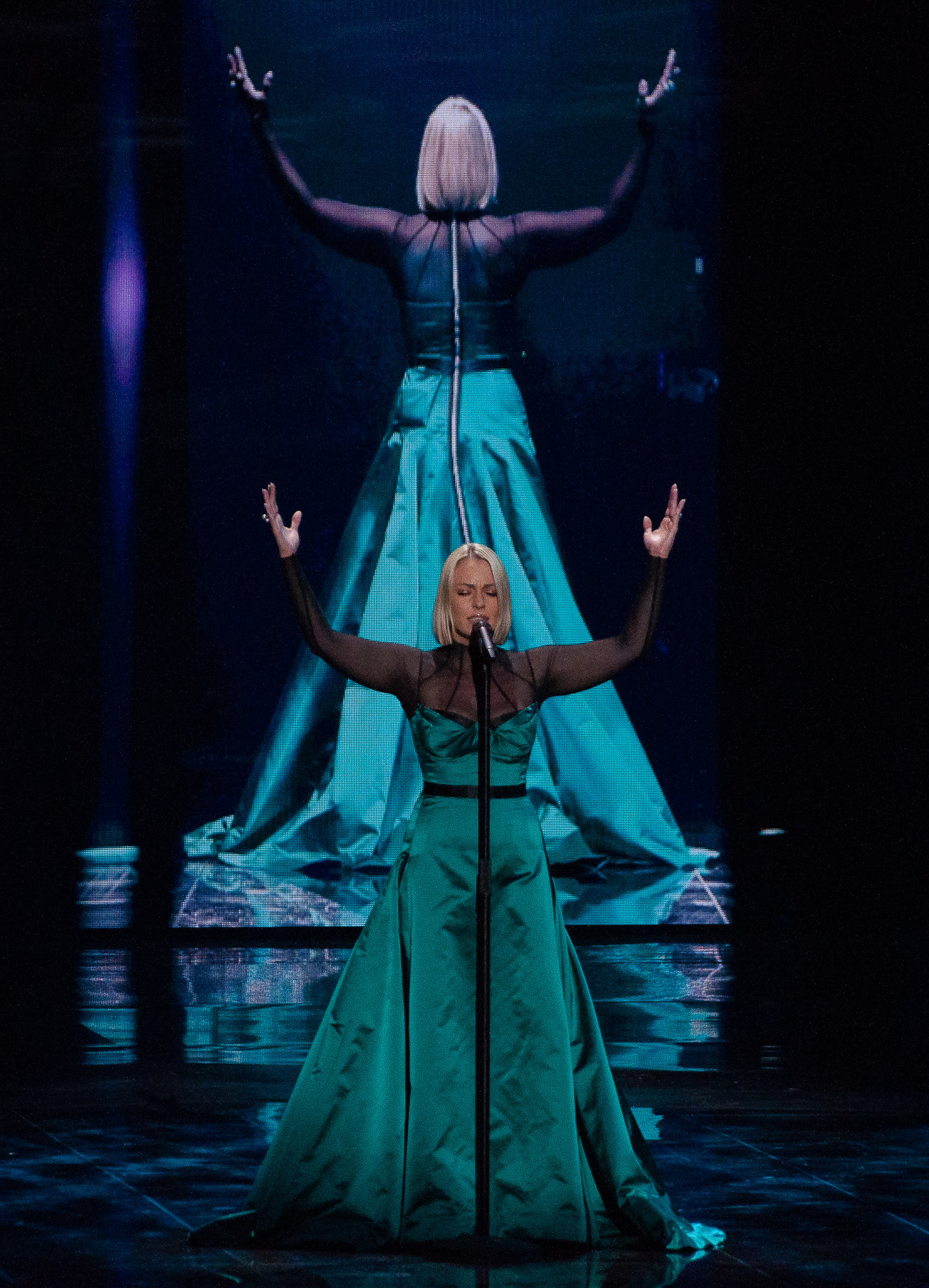
Tamara Todevska i maj 2019.

Tamara Todevska (mest känd som bara Tamara), född 1 juni 1985 i Skopje, Socialistiska republiken Makedonien, SFR Jugoslavien, är en makedonsk sångerska.
Todevska tävlade för Nordmakedonien i Eurovision Song Contest 2008 och 2019.
Todevskas far är från Makedonien och mor är ursprungligen från Serbien, hennes syster Tijana Dapčević är en mycket känd sångerska i hemlandet. Hennes tävlingsbidrag i Eurovision Song Contest 2008 framfördes tillsammans med Rade Vrčakovski och Adrian Gaxha på engelska. På originalspråket heter låten Vo Ime Na Ljubovta men vid Eurovision framfördes den på engelska med titeln Let Me Love You. Där kom den på tionde plats i semifinalen.
Tamara var med i Makedoniens nationella uttagning till Eurovision redan 2007 och hamnade då på andra plats med låten Kazi Koj Si Ti.
Hon representerade Nordmakedonien i tävlingen 2019 med låten "Proud". Hon tog Nordmakedonien till en sjunde plats vilket är landets bästa placering någonsin i tävlingen.